# Drehfeld (Reinsberg)
Drehfeld ist ein zur Ortschaft Reinsberg gehöriger Ortsteil der gleichnamigen Gemeinde Reinsberg im Landkreis Mittelsachsen (Freistaat Sachsen). Er wurde bereits im 19. Jahrhundert eingemeindet.

## Geografie

### Lage
Drehfeld liegt im östlichen Ausläufer des Erzgebirgsvorlandes. Der Ort liegt auf einer Ebene nordwestlich des Hauptorts Reinsberg. Westlich von Drehfeld mündet die Bobritzsch in die Freiberger Mulde.

### Nachbarorte
|             | Hirschfeld                                  | Neukirchen |
|             | Kompassrose, die auf Nachbargemeinden zeigt |            |
| Bieberstein | Reinsberg                                   |            |

## Geschichte
Drehfeld wurde im Jahr 1428 als „Treffeld“ erwähnt. Die Grundherrschaft über den Ort übte das Rittergut Reinsberg, nach dessen Teilung im Jahr 1572 das Rittergut Niederreinsberg aus. Drehfeld gehörte bis 1836 zum kursächsischen bzw. königlich-sächsischen Kreisamt Meißen. Ab 1836 gehörte der Ort mit der Grundherrschaft Reinsberg kurzzeitig zum Kreisamt Freiberg. 1856 wurde der Ort dem Gerichtsamt Nossen und 1875 der Amtshauptmannschaft Meißen angegliedert. Zu dieser Zeit gehörte Drehfeld politisch schon zur Gemeinde Reinsberg.
Durch die zweite Kreisreform in der DDR kam Drehfeld als Teil der Gemeinde Reinsberg im Jahr 1952 zum Kreis Freiberg im Bezirk Chemnitz (1953 in Bezirk Karl-Marx-Stadt umbenannt), der ab 1990 als sächsischer Landkreis Freiberg fortgeführt wurde.
Am 1. März 1994 wurden die Gemeinden Bieberstein, Dittmannsdorf, Neukirchen und Reinsberg zur neuen Gemeinde Reinsberg zusammengeschlossen. Reinsberg und Drehfeld bilden seitdem eine von fünf Ortschaften der Gemeinde Reinsberg. Seit 2008 gehört der Ort zum Landkreis Mittelsachsen.